# Musca intermedia
Musca intermedia är en tvåvingeart som först beskrevs av Fallen 1825.  Musca intermedia ingår i släktet Musca och familjen husflugor. Inga underarter finns listade i Catalogue of Life.